# Bandai (Fukushima)
Pour les articles homonymes, voir Bandai.
Bandai (磐梯町, Bandai-machi) est un bourg (町, machi ou -chō) japonais situé dans la préfecture de Fukushima.
Sa population au 1er juin 2013 est estimée à 3 630 habitants.
Le mont Nekomadake se trouve non loin de la ville. Le volcan Bandai-san se situe juste à la frontière est (au nord de la bordure est) de la commune.